# Atlaski jezici
Atlaski jezici, malena skupina sjevernoberberskih jezika koji se govore na području Maroka i od nekih iseljenih zajednica u Izraelu. Sjevernoberbersku skupinu čine zajedno s kabilskim jezikom, jezikom chenoua [cnu] iz Alžira i skupinom od 12 zenatskih jezika.
U atlaske jezike pripadaju svega tri predstavnika, to su, viz.: judeoberberski [jbe] iz Izraela, 2.000 (1992 B. Podolsky); tachelhit [shi] 3.000.000 u Maroku (1998); i centralnoatlaski tamazight 3.000.000 u Morocco (1998) i nešto u Alžiru

## Vanjske poveznice
- Ethnologue (14th)
- Ethnologue (15th)